# NORTHERN MUSIC
NORTHERN MUSIC（ノーザン ミュージック）は、B ZONE GROUP（旧・ビーイング）のレコードレーベルで、かつて存在したレコード会社であったが、親会社のビーイングに吸収合併されると同時にB ZONE GROUPの一レーベルとなっており実質的には倉木麻衣のプライベートレーベルとなっている。

## 所在地
〒106-0032 東京都港区六本木5-2-2 ビーイングビル2F（現・トーマスビル）

## 概要
- 名前の由来は伝説のバンドThe Beatlesの音楽出版社Northern Songsからインスパイアされたもので、長戸大幸が、「The Beatlesのように長く良質な作品を残せるように」という願いを込めたものである。この後、長戸はビーイング代表の役職を退任した。（プロデューサーとしては継続）
- また、倉木麻衣のNORTHERN MUSIC移籍後初のシングル「Silent love〜open my heart〜/BE WITH U」では、「Silent love〜open my heart〜」の作曲を外部に委託。アルバム「ONE LIFE」では、外部の作曲家や編曲家を起用。2008年の春より、活動を開始した、梓が、ソロライブ時にビーイング外部のアーティストと対バンを行ったり、奄美FMのMCをつとめる等など、これまでのビーイングとは違い、外部との接触を積極的に行ってきた点も特徴として挙げられる。
- White DreamやLOOP所属アーティストをバックアップしているレーベルでもある。

## 所属アーティスト
- 倉木麻衣（GIZA studioから移籍）

## 以前所属していたアーティスト
- スパークリング☆ポイント（2009年6月解散）
- マイケル・アフリック（国内盤を発売）
- 滴草由実（2021年活動休止）

## カタログ
NORTHERN MUSIC : MANUFACTURED & DISTRIBUTED BY Being, Inc.
| アイテム    | アーティスト            | タイトル                                                            | 発売日         | 規格品番                                                  |
| ----------- | ----------------------- | ------------------------------------------------------------------- | -------------- | --------------------------------------------------------- |
| シングル    | 滴草由実                | I still believe 〜ため息〜                                          | 2007年5月30日  | VNCM-4001                                                 |
| シングル    | スパークリング☆ポイント | ルリハコベ                                                          | 2007年5月30日  | VNCM-6001                                                 |
| シングル    | 倉木麻衣                | Silent love〜open my heart〜/BE WITH U                              | 2007年11月28日 | VNCM-6002 VNCM-6003                                       |
| アルバム    | 倉木麻衣                | ONE LIFE                                                            | 2008年1月1日   | VNCM-9002                                                 |
| シングル    | 倉木麻衣                | 夢が咲く春/You and Music and Dream                                  | 2008年3月19日  | VNCM-6004 VNCM-6005                                       |
| シングル    | 滴草由実                | CALLING ME                                                          | 2008年6月4日   | VNCM-6006                                                 |
| アルバム    | スパークリング☆ポイント | サンキュー!!                                                        | 2008年7月4日   | VNCM-9001                                                 |
| シングル    | 倉木麻衣                | 一秒ごとに Love for you                                             | 2008年7月9日   | VNCM-6007 VNCM-6008                                       |
| シングル    | 滴草由実                | GO YOUR OWN WAY                                                     | 2008年10月29日 | VNCM-4002                                                 |
| シングル    | 倉木麻衣                | 24 Xmas time                                                        | 2008年11月26日 | VNCM-6009（初回盤） VNCM-6010                             |
| アルバム    | 滴草由実                | THE PAINTED SOUL                                                    | 2008年12月3日  | VNCM-9003                                                 |
| アルバム    | 倉木麻衣                | touch Me!                                                           | 2009年1月21日  | VNCM-9004（初回盤） VNCM-9005                             |
| シングル    | 倉木麻衣                | PUZZLE/Revive                                                       | 2009年4月1日   | VNCM-4003（初回盤） VNCM-6011                             |
| シングル    | 倉木麻衣                | Revive/PUZZLE                                                       | 2009年4月1日   | VNCM-4004（初回盤） VNCM-6012                             |
| シングル    | 倉木麻衣                | Beautiful                                                           | 2009年4月1日   | VNCM-6013（初回盤） VNCM-6014                             |
| アルバム    | 滴草由実                | ENDLESS SUMMER                                                      | 2009年8月19日  | VNCM-9006                                                 |
| アルバム    | 倉木麻衣                | ALL MY BEST                                                         | 2009年9月9日   | VNCM-9007-8（初回盤） VNCM-9009-10                        |
| シングル    | 倉木麻衣                | 永遠より ながく/Drive me crazy                                      | 2010年3月3日   | VNCM-6015（初回盤） VNCM-6016                             |
| シングル    | 倉木麻衣                | SUMMER TIME GONE                                                    | 2010年8月31日  | VNCM-6017（初回盤） VNCM-6018                             |
| アルバム    | 倉木麻衣                | FUTURE KISS                                                         | 2010年11月17日 | VNCM-9011（初回盤） VNCM-9012                             |
| アルバム    | マイケル・アフリック    | MICHAEL AFRICK                                                      | 2010年12月8日  | VNCM-9013                                                 |
| シングル    | 倉木麻衣                | 1000万回のキス                                                      | 2011年3月9日   | VNCM-6019（初回盤） VNCM-6020                             |
| シングル    | 倉木麻衣                | もう一度                                                            | 2011年5月25日  | VNCM-6021（初回盤） VNCM-6022                             |
| アルバム    | サントラ盤              | 霧に棲む悪魔オリジナル・サウンドトラック                            | 2012年12月19日 | VNCM-9014                                                 |
| アルバム    | サントラ盤              | HUNTER〜その女たち、賞金稼ぎ〜Original Sound Track                  | 2012年12月19日 | VNCM-9015                                                 |
| シングル    | 倉木麻衣                | Your Best Friend                                                    | 2011年10月19日 | VNCM-6023（初回盤） VNCM-6024                             |
| DVDシングル | 倉木麻衣                | Strong Heart                                                        | 2011年10月19日 | VNBM-3001（初回盤） VNBM-3002                             |
| アルバム    | 倉木麻衣                | OVER THE RAINBOW                                                    | 2012年1月11日  | VNCM-9016（初回盤） VNCM-9017                             |
| シングル    | 倉木麻衣                | 恋に恋して／Special morning day to you                              | 2012年8月15日  | VNCM-6027（初回盤） VNCM-6028                             |
| DVDアルバム | 倉木麻衣                | Mai Kuraki Symphonic Collection in Moscow                           | 2012年12月19日 | VNZM-1001（初回盤） VNZM-1002                             |
| シングル    | 倉木麻衣                | TRY AGAIN                                                           | 2013年2月6日   | VNCM-6029/30（初回盤） VNCM-6031                          |
| アルバム    | 滴草由実                | A woman's heart                                                     | 2013年12月18日 | VNCM-9020                                                 |
| DVDシングル | 倉木麻衣                | Wake me up                                                          | 2014年2月26日  | VNBM-3005（初回盤） VNBM-3006                             |
| アルバム    | サントラ盤              | 魔女の宅急便オリジナル・サウンドトラック                            | 2014年2月26日  | VNCM-9021                                                 |
| アルバム    | 滴草由実                | ＃10 story 〜Best of Yumi Shizukusa〜                               | 2014年6月11日  | VNCM-9022-23                                              |
| シングル    | 倉木麻衣                | 無敵なハート/STAND BY YOU                                           | 2014年8月27日  | VNCM-6036/37（初回盤） VNCM-6038                          |
| アルバム    | 倉木麻衣                | MAI KURAKI BEST 151A -LOVE & HOPE-                                  | 2014年11月12日 | VNCM-9024-25/26-27（初回盤） VNCM-9028-29                 |
| アルバム    | 滴草由実                | BLUE                                                                | 2015年7月22日  | VNCM-9030                                                 |
| DVDシングル | 倉木麻衣                | YESTERDAY LOVE                                                      | 2017年1月11日  | VNXM-3009（初回盤） VNBM-3010                             |
| アルバム    | 滴草由実                | ROUGE                                                               | 2017年3月22日  | VNCM-9031                                                 |
| アルバム    | 倉木麻衣                | Smile                                                               | 2017年2月15日  | VNCM-9032（初回盤） VNCM-9033                             |
| シングル    | 倉木麻衣                | 渡月橋 〜君 想ふ〜                                                  | 2017年4月12日  | VNCM-6039（初回盤） VNCM-6041（名探偵コナン盤） VNCM-6040 |
| アルバム    | 倉木麻衣                | 倉木麻衣×名探偵コナン COLLABORATION BEST 21 -真実はいつも歌にある!- | 2017年10月25日 | VNCM-9034-35（初回盤） VNCM-9036-37（通常盤）             |